# Sveti Lovro
Sveti Lovro, Lovrijenac ili Lovre (lat. Laurentius; Hispanija, 31. prosinca 225. – Rim, 10. kolovoza 258.) kršćanski je svetac i rimski đakon pogubljen tijekom vladavine cara Valerijana.

## Životopis
Smatra se da je sv. Lovro rođen 31. prosinca 225. u Valenciji ili manje vjerojatno u Huesci, grada odakle su mu roditelji. Mučenici Orentius (suvremeni španjolski: San Orencio) i Patientia (suvremeni španjolski: Santa Paciencia) tradicionalno su smatrani Lovrinim roditeljima.
U vjeri ga je poučio arhiđakon Siksto. Kada je Siksto postao papa 257. godine, Lovro je postao đakon i dobio je službu upravljanja nad crkvenim blagom te skrbi nad siromašnima. Prema legendi, među blagom bio je i sveti gral, kalež iz kojeg je Isus pio na Posljednjoj večeri. Lovro je prema legendi poslao sveti gral u Španjolsku i danas se čuva u Valenciji, ali se ne može potvrditi autentičnost. Bio je jedan od prvih arhivista u Crkvi pa je zaštitnik knjižničara. 
Godine 258., tijekom vladavine rimskog cara Valerijana, ubijeni su mnogi svećenici i đakoni, a bogatijim kršćanima oduzeta je imovina te su protjerani. Papa Siksto II. bio je među prvim žrtvama progona. Odrubljena mu je glava 6. kolovoza 258. godine. Prema legendi koju je zapisao sv. Ambrozije, Lovro je sreo papu Siksta II. kada su ga vodili na pogubljenje i rekao mu: „Gdje ideš, dragi oče bez svoga sina? Gdje se žuriš sveti svećeniče bez svoga đakona? Prije nisi nikada pohodio oltar žrtvovanja bez svoga sluge, a sada želiš to učiniti bez mene? Papa je prorokovao, „da će ga slijediti nakon tri dana”. Lovru su uhitili. Rimski prefekt dao mu je tri dana da preda crkveno blago koje je čuvao. Lovro je nastojao u ta tri dana podijeliti što više crkvenoga blaga siromašnima. Kada su prošla tri dana, izručen je prefektu. Lovro je pred prefekta doveo slijepe, bolesne i siromašne i rekao mu da su oni crkveno blago. Osuđen je na smrt. Lovru su mučili pržeći ga na roštilju. Pri tome je zavapio: „Ova strana je gotova, okrenite me i zagrizite!” (latinski: Assum est, inquit, versa et manduca.) Zbog te izjave, sv. Lovro je zaštitnik komičara, mesara i kuhara.

## Štovanje
Sveti Lovro jedan je od najpoznatijih svetaca. Slave ga rimokatolici, pravoslavci, anglikanci i luterani.
Budući da se kiša meteora, zvana Perzeidi, događa otprilike u vrijeme njegova spomendana sredinom kolovoza, naziva se i „suze sv. Lovre”. Posebno je slavljen u Rimu. Jedan je od zaštitnika Rima.
Francuski istraživač Jacques Cartier po njemu je nazvao najveći estuarij na svijetu Zaljev svetog Lovre (en. Gulf of Saint Lawrence, fr. Golfe du Saint-Laurent) i Rijeku sv. Lovre dugu preko tisuću km. Po sv. Lovri se u Kanadi zove i planina Laurentian Mountains, glavna četvrt Saint Laurent u Montrealu i Avenija sv. Lovre u istome gradu. 
Jedna od najznačajnijih utvrda nekadašnje Dubrovačke Republike, Lovrijenac u Dubrovniku, nazvana je po sv. Lovri, na kojoj se nalazi kapela posvećena svecu u kojoj se na svečev dan i u današnje vrijeme slavi euharistija.

## Vanjske poveznice
Mrežna mjesta
- Sveti Lovro, đakon i mučenik, www.vjeraidjela.com